# The Lucha Dragons
The Lucha Dragons là một nhóm đô vật chuyên nghiệp đấu vật Mexico-Mỹ làm việc cho WWE gồm Kalisto và Sin Cara. Trước đây họ đã thi đấu trong WWE và phát triển ở NXT, nơi họ đã được một lần vô địch đồng đội NXT. Tên của họ là một tham chiếu đến lucha miễn phí trong lối đấu vật. Họ thắng được đai vô địch đồng đội NXT sau khi đánh bại nhà vô địch đồng đội NXT The Ascension vào ngày 11 Tháng 9 năm 2014 tại NXT Take Over: Fatal 4-Way.

## Các chức vô địch và danh hiệu
- Kalisto được hai lần United States ChampionWWE NXT

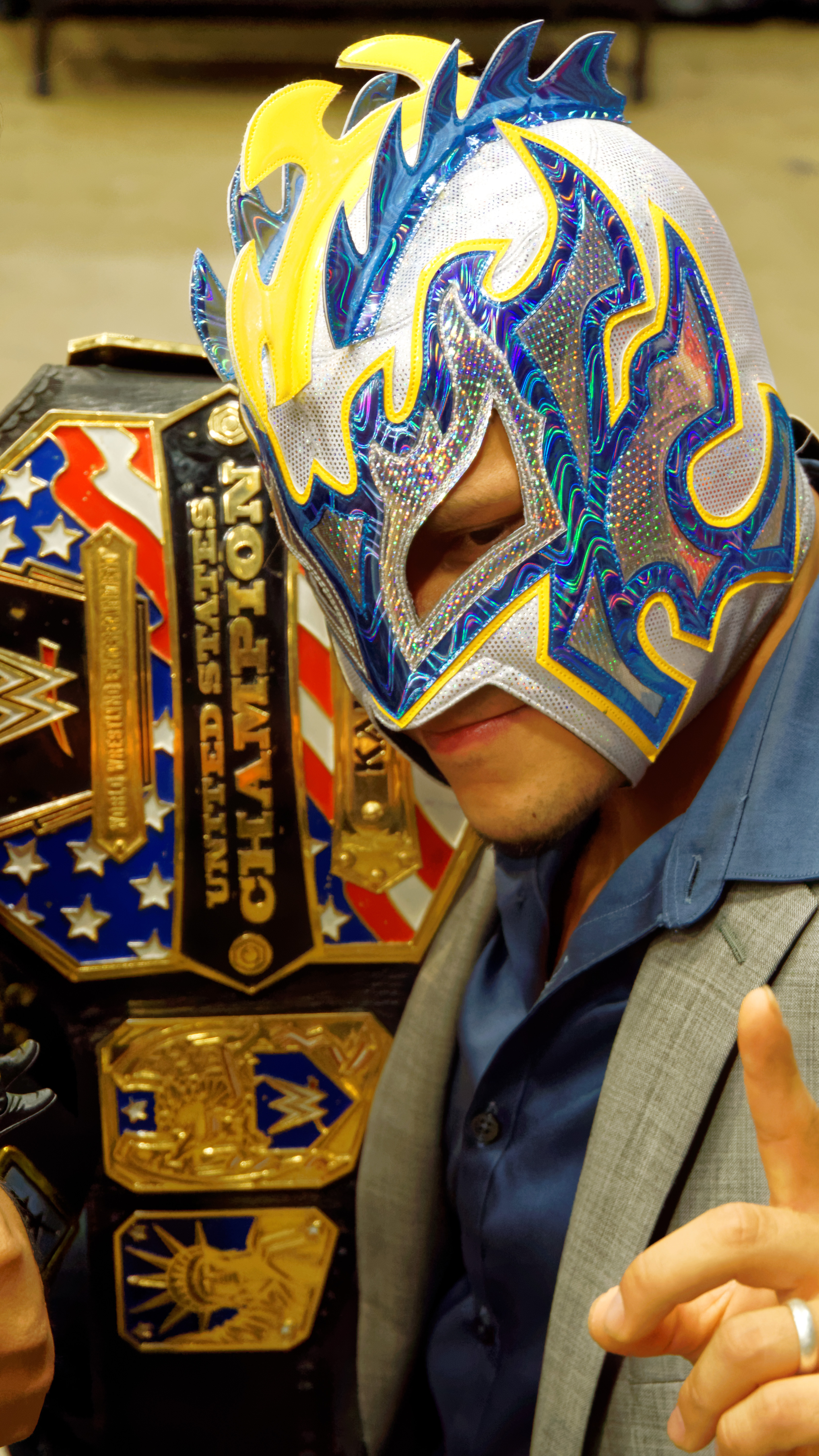
Kalisto được hai lần United States Champion

  - NXT Tag Team Championship (1 lần)
- WWE
  - WWE United States Championship (2 lần) – Kalisto
  - Slammy Award (1 time) 
    - "OMG!" Khoảnh khắc sốc nhất năm (2015) – Kalisto